# فرانك واتسون (لاعب كريكت)
فرانك واتسون (17 سبتمبر 1898 في المملكة المتحدة - 1 فبراير 1976) (بالإنجليزية: Frank Watson)‏ هو لاعب كريكت بريطاني وبريطاني (وحمل سابقاً جنسية المملكة المتحدة لبريطانيا العظمى وأيرلندا). لعب مع نادي مقاطعة لانكشر للكريكت ‏.

## وصلات خارجية
- فرانك واتسون على موقع إي آس بي آن كريك إنفو (الإنجليزية)